# Teorema de Fuchs
Na matemática, o teorema de Fuchs, nomeado em referência ao professor e matemático Lazarus Fuchs, afirma que uma equação diferencial de segunda ordem da forma 
{\displaystyle y''+p(x)y'+q(x)y=g(x)}
tem uma solução que é expressa por uma série de Frobenius quando {\displaystyle p(x)}, {\displaystyle q(x)} e {\displaystyle g(x)} são funções analíticas em {\displaystyle x=a} ou quando {\displaystyle a} é um ponto singular regular . Ou seja, qualquer solução para esta equação diferencial de segunda ordem pode ser escrita como 
{\displaystyle y=\sum _{n=0}^{\infty }a_{n}(x-a)^{n+s},\quad a_{0}\neq 0}
para algum s real, ou 
{\displaystyle y=y_{0}\ln(x-a)+\sum _{n=0}^{\infty }b_{n}(x-a)^{n+r},\quad b_{0}\neq 0}
para algum r real, onde y 0 é uma solução do primeiro tipo. 
O seu raio de convergência é igual ao mínimo do raio de convergência de {\textstyle p(x)}, {\textstyle q(x)}e {\textstyle g(x)}.